# مزيج تراب
خليط تراب (بالإنجليزية : Trapp mixture ) عبارة عن خليط معين من المذيبات العضوية يستخدم في التفاعلات الكيميائية التي تحدث عند درجات الحرارة المنخفضة جداً . ويتكون هذا الخليط من (رباعي هيدرو فيوران THF : ثنائي إيثيل إيثر : البنتان) بنسبة (4 : 4 : 1) وهو سائل تصل درجة حرارته إلى - 110 ° م ، ونفس هذا الخليط بنسبة (4 : 1: 1) هو سائل تصل درجة حرارته إلى - 120 ° م . علماً بأن رباعي هيدرو فيوران النقي ينصهر عند - 108.4 ° م .